# Celama carilla
Celama carilla är en fjärilsart som beskrevs av William Schaus 1911. Celama carilla ingår i släktet Celama och familjen trågspinnare. Inga underarter finns listade i Catalogue of Life.